# Laguna de Llancanelo

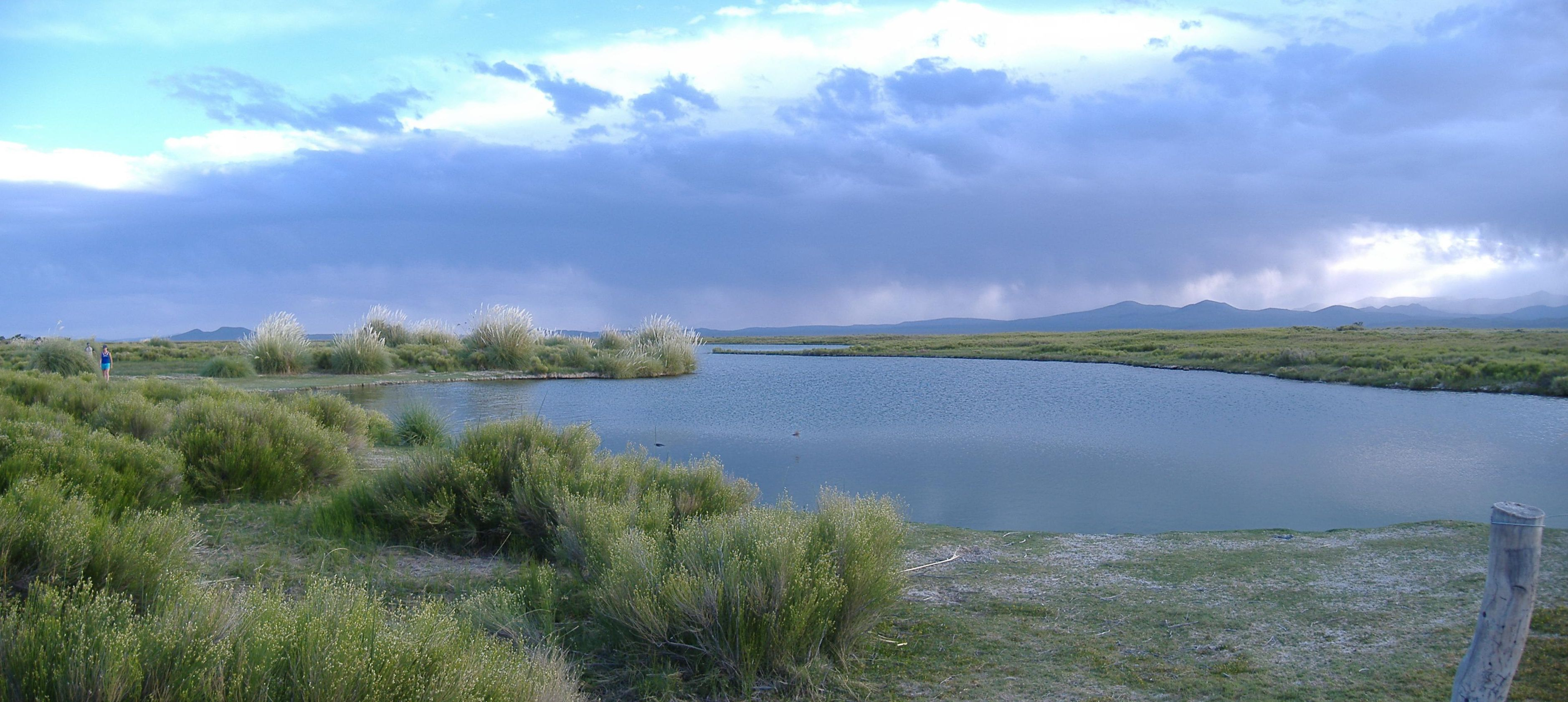
Laguna de Llancanelo

Laguna de Llancanelo är ett 650 km² stort våtmarksområde i södra delen av provinsen Mendoza, Argentina, 75 km från staden Malargüe, 1 280 m meter över havet, inom den torra regionen nära Anderna på gränsen mellan regionerna Cuyo och Patagonien.
Laguna de Llancanelo är ett provinsiellt naturreservat med en mängd olika fågelarter såsom flamingor, svarthalsade svanar, hägrar och andfåglar. Lagunen finns också med på Ramsarlistan sedan 8 november 1995 och sedan 18 april 2011 på Argentinas förhandslista (tentativa lista) med förslag till världsarv tillsammans med sköldvulkanen Payún Matrú.